# محمد محمد عطا الله
محمد محمد عطا الله (بالإنجليزية: Mohamed Atalla) (4 أغسطس 1924 – 30 ديسمبر 2009) مهندس مصري-أمريكي، وكيميائي فيزيائي، ومشفِّر، ومخترع ورجل أعمال. وضع عمله الرائد في تكنولوجيا أشباه الموصلات الأسس للإلكترونيات الحديثة. الأهم من ذلك، اختراعه موسفت (ترانزستور الأثر الحقلي للأكاسيد المعدنية لأشباه الموصلات، أو الترانزستور موس) في عام 1959، إلى جانب عمليات التخميل السطحي والأكسدة الحرارية (الأساس لتكنولوجيا أشباه الموصلات السيليكونية مثل شريحة الدارة المتكاملة أحادية الليثية) السابقة له، أحدث ثورة في صناعة الإلكترونيات. يُعرف أيضًا باسم مؤسس شركة أمن البيانات «شركة عطا الله» (المعروفة الآن باسم يوتيماكو عطا الله)، تأسست عام 1972، والتي قدمت أول وحدة أمن الأجهزة، وكان رائدًا في مجال أمن الإنترنت. حصل على ميدالية ستيوارت بالانتين (حاليًا باسم ميدالية بينجامين فرانكلين في الفيزياء)، وأُدخِل في قاعة مشاهير المخترعين الوطنيين لمساهماته الهامة في تكنولوجيا أشباه الموصلات وكذلك أمن البيانات.
وُلد في بورسعيد، مصر، وتلقى تعليمه في جامعة القاهرة في مصر ثم في جامعة بوردو في الولايات المتحدة، قبل انضمامه إلى مختبرات بِل في عام 1949 واعتمد لاحقًا الأسماء الأكثر إنكليزية «جون» أو «مارتن» محمد عطا الله كأسماء مهنية. حقق سلسلة من الاختراقات في تكنولوجيا أشباه الموصلات خلال 1956-1962، بدءًا بتطويره في عمليات التخميل السطحي وعمليات الأكسدة الحرارية (الأساس لتكنولوجيات أشباه الموصلات السيليكونية مثل عملية التبلر وشرائح الدارات المتكاملة المتجانسة)، يليه اختراعه موسفت (مع داون كانغ) في عام 1959، ثم عمليات تصنيع أشباه الموصلات من نوع إن (موس-إن) ومن نوع بّي (موس-بّي)، واقتراحه لشريحة الدارة المتكاملة موس في عام 1960، ومبرهناته في ترانزستورات الإلكترونيات النانوية ودَيودات شوتكي العملية. أدّى عمل عطا الله الرائد في مختبرات بِل إلى وضع أسس للإلكترونيات الحديثة، وقيام ثورة السيليكون، وثورة التكنولوجيا الرقمية. يعد موسفت على وجه الخصوص الركيزة الأساسية للإلكترونيات الحديثة، ويُعد أهم اختراع في مجال الإلكترونيات. يُعد أيضًا من أكثر الأجهزة المصنَّعة على نطاق واسع في التاريخ، ويطلق مكتب الولايات المتحدة لبراءات الاختراع والعلامات التجارية عليه «اختراع رائد طوّر الحياة والثقافة حول العالم».
أُهملَ اختراعه (موسفت) في البداية في مختبرات بِل، ما أدّى إلى استقالته من مختبرات بِل والانضمام إلى شركة هوليت-باكارد (إتش بّي)، حيث أسس مختبر أشباه الموصلات في عام 1962 ثم  مختبرات إتش بّي في عام 1966، قبل مغادرته للانضمام إلى شركة فيرتشايلد لأشباه الموصلات وقسم الإلكترونيات الضوئية في عام 1969. تضمن عمله في شركات إتش بّي وفيرتشايلد مزيدًا من الأبحاث حول دَيودات شوتكي، بالإضافة إلى الأبحاث حول تقنيات زرنيخيد الغاليوم، وفوسفيد زرنيخيد الغاليوم، وإنديوم زرنيخيد، والثنائي الباعث للضوء (إل إي دي)، والمساهمة في تطوير أجهزة تحليل الشبكة عالية التردد، وتطوير أول تطبيق لشاشات إل إي دي، واقتراح أجهزة القراءة البصرية إل إي دي.
ترك فيما بعد صناعة أشباه الموصلات، وأصبح رائد أعمال في التشفير وأمن البيانات وأمن الحاسوب. في عام 1972، أسس شركة عطا الله، وقدم براءة اختراع لنظام أمن رقم التعريف الشخصي (بّي آي إن) عن بعد عبر شبكات الاتصالات السلكية واللاسلكية، وهي مقدمة للخدمات المصرفية عبر الهاتف وأمن الإنترنت والتجارة الإلكترونية.
في عام 1973، أصدر أول وحدة أمن الأجهزة، وهي «صندوق عطا الله» التي قامت بتشفير رسائل (رقم التعريف الشخصي) ورسائل (ماكينة الصراف الآلي)، واستمرت في تأمين غالبية معاملات ماكينة الصراف الآلي في العالم. وأطلق عطا الله نظامًا مسبقاً للمعالجة العملياتية المتصلة عبر الإنترنت في عام 1976 وأول معالج لأمن الشبكات (إن إس بّي) في عام 1979، ثم أسس شركة أمن الإنترنت تيستراتا في التسعينيات. تقديرًا لعمله على نظام رقم التعريف الشخصي (بّي آي إن) لإدارة أمن المعلومات وكذلك أمن الحاسوب، أُشير إلى عطا الله باعتباره «الأب لرمز بّي آي إن» ورائد في تكنولوجيا أمن المعلومات. توفّي في أثيرتون، كاليفورنيا، في 30 ديسمبر 2009.

## النشأة والتعليم (1924-1949)
وُلد محمد محمد عطا الله في بورسعيد، مصر. درس في جامعة القاهرة في مصر، حيث حصل على درجة بكالوريوس العلوم. ذهب بعد ذلك إلى الولايات المتحدة، لدراسة الهندسة الميكانيكية في جامعة بوردو. حيث حصل على درجة الماجستير في عام 1947 وشهادة الدكتوراه في عام 1949، وكلاهما في الهندسة الميكانيكية. كانت أطروحته للماجستير في «تدفق عالي السرعة في الناشرات المربعة» التي نُشرت في عام 1948، وأطروحة الدكتوراه له بعنوان «تدفق مضغوط عالي السرعة في الناشرات المربعة» الذي نُشر في يناير 1949.

## مختبرات بِل الهاتفية (1949-1962)
بعد الانتهاء من درجة الدكتوراه في جامعة بوردو، عمل عطا الله في مختبرات بِل الهاتفية (بي تي إل) في عام 1949. في عام 1950، بدأ العمل في عمليات مختبر بِل في مدينة نيويورك، حيث عمل على المشكلات المتعلقة بموثوقية المرحلات الكهروميكانيكية، وعلى شبكات الهاتف المعتمدة على تبديل الدارات. مع ظهور الترانزستورات، تم نقل عطا الله إلى مختبر موراي هيل، ومن هناك بدأ بقيادة فريق صغير لأبحاث الترانزستور في عام 1956. على الرغم من أنه جاء من مجال الهندسة الميكانيكية دون أن يتلقى تعليم رسمي في الكيمياء الفيزيائية، فقد أثبت نفسه باعتباره متعلّمًا سريعًا في الكيمياء الفيزيائية وفيزياء أشباه الموصلات، ما يدل في نهاية المطاف على مستوى عالٍ من المهارة في هذه المجالات. بحث من بين أمور أخرى، في الخصائص السطحية لأشباه الموصلات السيليكونية واستخدام السيليكا كطبقة واقية من أجهزة أشباه الموصلات السيليكونية. في النهاية تبنى الاسم المستعار المعروف «مارتن» محمد عطا الله أو «جون» محمد عطا الله لمهنته الاحترافية.
بين عامي 1956 و 1960، قاد عطا الله فريقًا صغيرًا من العديد من باحثي مختبرات بِل الهاتفية، بما في ذلك إيلين تانينباوم وإدوين جوزيف شيبنر وداون كانغ. كانوا مثله متطوعين جدد في مختبرات بِل الهاتفية، دون وجود باحثين كبار في الفريق.
في البداية لم يؤخذ عملهم على محمل الجد من قبل الإدارة العليا في بي تي إل ومالكها إيه تي أند تي، نظرًا لأن الفريق يتكون من متطوعين جدد، وبسبب أن قائد الفريق عطا الله نفسه يأتي من خلفية هندسية ميكانيكية، على عكس الفيزيائيين والكيميائيين الفيزيائيين وعلماء الرياضيات الذين أُخذوا بجدية أكبر، على الرغم من أن عطا الله أظهر مهارات متقدمة في فيزياء الكيمياء وفيزياء أشباه الموصلات.
بصرف النظر عن أن عملهم كان في الغالب بمفردهم، حقق عطا الله وفريقه تطورات مهمة في تكنولوجيا أشباه الموصلات. وفقًا لمهندس فيرتشايلد لأشباه الموصلات  تشيه-تانغ ساه، فإن عمل عطا الله وفريقه خلال 1956-1960 كان «أهم تطور تكنولوجي مُعتبر» في تكنولوجيا أشباه الموصلات السيليكونية، بما في ذلك تاريخ الترانزستورات وهندسة الإلكترونيات الدقيقة.

### التخميل السطحي بواسطة الأكسدة الحرارية
كان التركيز الأولي لأبحاث عطا الله هو حل مشكلة حالات سطح السيليكون. في ذلك الوقت، كانت الموصلة الكهربائية لمواد أشباه الموصلات مثل الجرمانيوم والسليكون محدودة بسبب حالات سطح الكم غير المستقرة، أي تكون الإلكترونات محاصرة على السطح، بسبب الروابط الحرّة التي تحدث بسبب وجود روابط غير مشبّعة على السطح. هذا يمنع الكهرباء من اختراق السطح بشكل موثوق للوصول إلى طبقة السيليكون شبه الموصلة. نظرًا لمشكلة الحالة السطحية، كان الجرمانيوم هو المادة الغالبة لأشباه الموصلات بالنسبة للترانزستورات وأجهزة أشباه الموصلات الأخرى في صناعة أشباه الموصلات السابقة، إذ كان الجرمانيوم قادرًا على زيادة حركية الإلكترونات.